# 什曼基夫齊
48°59′35″N 25°55′3″E / 48.99306°N 25.91750°E

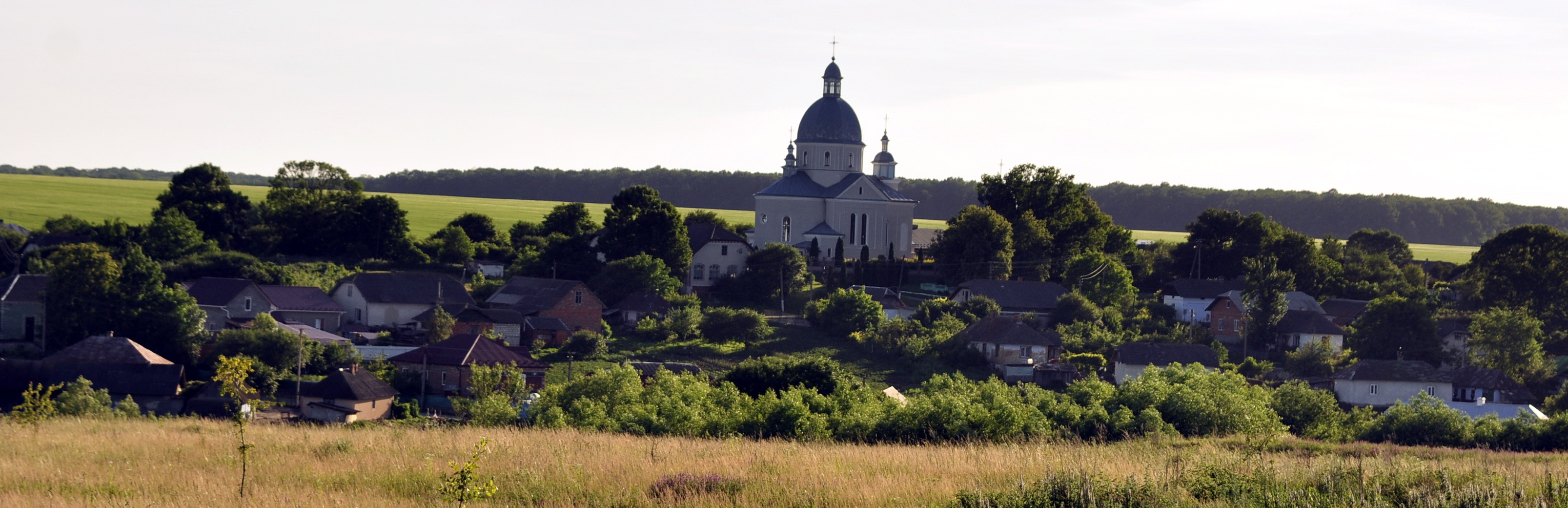

什曼基夫齊（羅馬化：Shmankivtsi）是位於烏克蘭西部泰爾諾皮爾州裏喬爾特基夫區的村莊，處於尼奇拉瓦河畔，面積2.27平方公里，2001年人口745。